# リーゼ・スティーヴンス

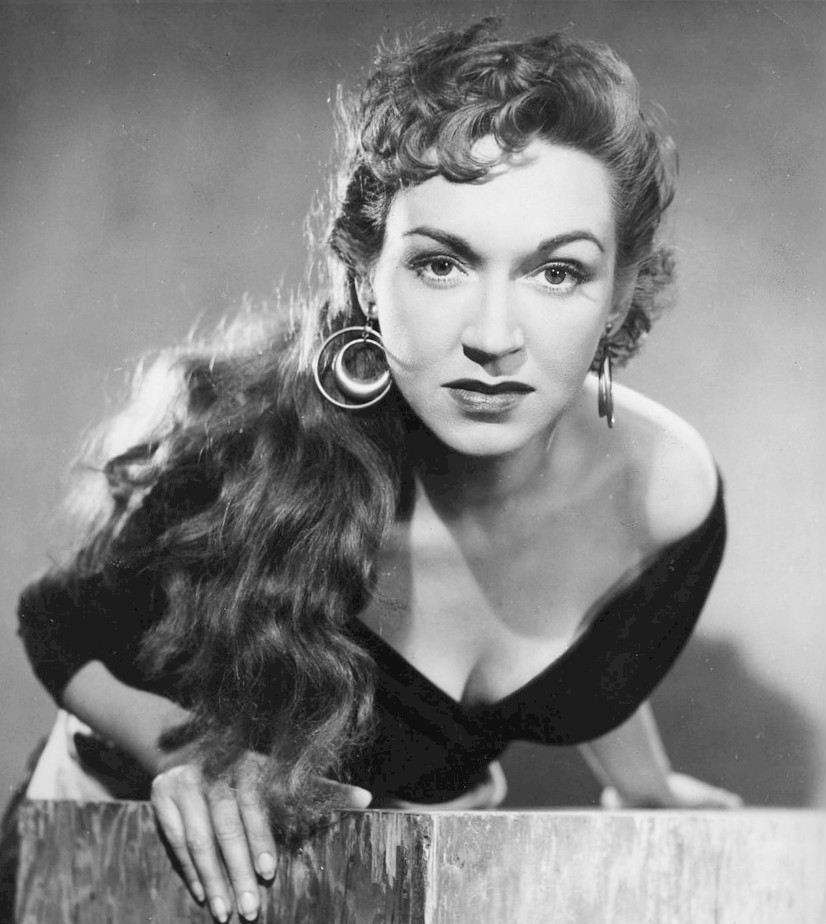
『カルメン』のタイトルロールに扮したリーゼ・スティーヴンス

リーゼ・スティーヴンス（Risë Stevens、1913年6月11日 - 2013年3月20日）は、アメリカ合衆国のメゾソプラノ歌手である。
本名リーゼ・ガス・スティーンバーグ（Risë Gus Steenberg）としてニューヨークに生まれ、ジュリアード音楽院を経てウィーンに留学、マリー・グートハイル＝ショーダーらに師事した。1936年にプラハで『ミニョン』のタイトルロールを歌ってオペラデビュー、1938年には故郷のメトロポリタン歌劇場にデビューしている。1940～50年代にかけて『カルメン』のタイトルロールを最高の当たり役として活躍、映画や舞台ミュージカルにも出演した。
1990年にケネディ・センター名誉賞を受賞している。

## 出演オペラ
- 『ミニョン』ミニョン
- 『ばらの騎士』オクタヴィアン[2]
- 『ワルキューレ』フリッカ[3]
- 『ラインの黄金』エルダ[4]
- 『ジークフリート』エルダ[5]
- 『フィガロの結婚』ケルビーノ[6]
- 『サムソンとデリラ』デリラ[7]
- 『ラ・ジョコンダ』ラウラ[8]
- 『カルメン』カルメン[9]
- 『ボリス・ゴドゥノフ』マリーナ[10]
- 『ヘンゼルとグレーテル』ヘンゼル[11]
- 『ホヴァーンシチナ』マルファ[12]
- 『こうもり』オルロフスキー公爵[13]
- 『オルフェオとエウリディーチェ』オルフェオ[14]
- 『ホフマン物語』ジュリエッタ[15]

## 主な出演映画
- 我が道を往く Going My Way (1944)
- カーネギー・ホール Carnegie Hall (1947) ※本人として出演

## ディスコグラフィ

### オペラ全曲
- 『ミニョン』（1945年、Sony）ウィルフリード・ペルティエ指揮、メトロポリタン歌劇場管弦楽団演奏：スティーヴンス（ミニョン）、エツィオ・ピンツァ（ロタリオ）、ミミ・ベンゼル（英語版）（フィリーヌ）、ジェームズ・メルトン（英語版）（ヴィルヘルム・マイスター）、リュシェル・ブラウニング（フレデリック）※1945年1月27日上演
- 『ヘンゼルとグレーテル』（1947年、コロムビア・レコード）マックス・ルドルフ指揮メトロポリタン歌劇場管弦楽団演奏：スティーヴンス（ヘンゼル）、ナディーン・コナー（英語版）（グレーテル）、ジョン・ブラウンリー（英語版）（ペーター）、クララメイ・ターナー（ゲルトルート）※英語歌唱
- 『カルメン』（1951年、RCAビクター）フリッツ・ライナー指揮RCAビクター管弦楽団演奏：スティーヴンス（カルメン）、ジャン・ピアース（ドン・ホセ）、リチア・アルバネーゼ（ミカエラ）、ロバート・メリル（エスカミーリョ）
- 『フィガロの結婚』（1955年、HMV＝EMI）ヴィットリオ・グイ指揮グラインドボーン音楽祭管弦楽団演奏：セスト・ブルスカンティーニ（フィガロ）、グラツィエラ・シュッティ（スザンナ）、フランコ・カラブレーゼ（イタリア語版）（アルマヴィーヴァ伯爵）、セーナ・ユリナッチ（伯爵夫人）、スティーヴンス（ケルビーノ）
- 『オルフェオとエウリディーチェ』（1957年、RCAビクター）ピエール・モントゥー指揮ローマ歌劇場管弦楽団演奏：スティーヴンス（オルフェオ）、リーザ・デラ・カーザ（エウリディーチェ）、ロバータ・ピータース（愛の神）
- 『こうもり』（1964年、RCAビクター）オスカー・ダノン指揮ウィーン国立歌劇場管弦楽団演奏：エバーハルト・ヴェヒター（アイゼンシュタイン）、アデール・リー（英語版）（ロザリンデ）、シャーンドル・コーンヤ（アルフレード）、ジョージ・ロンドン（ファルケ）、アンネリーゼ・ローテンベルガー（アデーレ）、スティーヴンス（オルロフスキー）

### オペラ抜粋
- 『カルメン』（1946年、コロムビア）ジョルジュ・セバスティアン指揮メトロポリタン歌劇場管弦楽団演奏：スティーヴンス（カルメン）、ラウル・ジョバン（ドン・ホセ）、ナディーン・コナー（ミカエラ）、ロバート・ウィード（英語版）（エスカミーリョ）
- 『メリー・ウィドウ』（1948年、コロムビア）マックス・ルドルフ指揮コロムビア管弦楽団演奏：スティーヴンス（ハンナ/ヴァランシェンヌ）、デニス・モーガン（英語版）（ダニロ/カミーユ）※英語歌唱
- 『こうもり』（1951年、RCAビクター）フリッツ・ライナー指揮RCAビクター管弦楽団演奏：ジェームズ・メルトン（アイゼンシュタイン）、レジーナ・レズニック（ロザリンデ）、ジャン・ピアース（アルフレード）、ロバート・メリル（ファルケ）、パトリス・マンセル（英語版）（アデーレ）、スティーヴンス（オルロフスキー）※英語歌唱
- 『サムソンとデリラ』（1954年、RCAビクター）レオポルド・ストコフスキー指揮NBC交響楽団演奏：ジャン・ピアース（サムソン）、スティーヴンス（デリラ）、ロバート・メリル（大神官）
- 『サムソンとデリラ』（1958年、RCAビクター）ファウスト・クレヴァ指揮メトロポリタン歌劇場管弦楽団演奏：マリオ・デル・モナコ（サムソン）、スティーヴンス（デリラ）
- 『こうもり』（1964年、RCAビクター）オスカー・ダノン指揮ウィーン国立歌劇場管弦楽団演奏：リチャード・ルイス（アイゼンシュタイン）、アンナ・モッフォ（ロザリンデ）、フランコ・フランキ（アルフレード）、ジョージ・ロンドン（ファルケ）、ジャネット・スコーヴォッティ（英語版）（アデーレ）、スティーヴンス（オルロフスキー）※英語歌唱